# 무르텐
무르텐(독일어: Murten) 또는 모라(프랑스어: Morat)는 스위스 프리부르주 제구에 있는 이중 언어 지자체이다.
모라호(무르텐호로도 알려짐)의 남쪽 기슭에 위치한다. 무르텐은 베른과 로잔 사이에 위치하고 있으며, 프리부르주의 제구의 수도이다. 주로 프랑스어를 사용하는 프리부르주에 독일어 사용자의 대다수(약 75%)가 몰려 있는 지자체 중 하나이다.
1975년 1월 1일 이전 시정촌이었던 부르크 바이 무르텐(Burg bei Murten)이 무르텐시로 합병되었다. 1991년 1월 1일에 이전 지자체 알타빌라(Altavilla)가, 2013년 1월 1일에 뷔흐즐렌(Büchslen)의 이전 지자체가 뒤를 이었다. 2016년 1월 1일 쿠어레본(Courlevon), 조이스(Jeuss), 루르티겐(Lurtigen) 및 잘베나흐(Salvenach)의 이전 지자체가 무르텐으로 병합되었다. 2022년 1월 1일 갈미츠(Galmiz), 겜페나흐(Gempenach) 및 베른주 클라발레이레(Clavaleyres) 이전 시정촌이 무르텐시로 병합되었다.

## 역사
무르텐 주변에 정착한 가장 오래된 고고학적 흔적은 중석기 시대 (기원전 8200-5500년)이다. 중석기 시대 발견물은 대부분 무기나 도구에 사용하기 위한 작은 부싯돌 파편이다. 이 부싯돌은 대부분 도시 동쪽의 무르텐-콤베테(Combette) 및 무르텐-오버 프레흘(Ober Prehl)의 늪지대 저지대에서 생산되었다. 이 부싯돌 물체 중 많은 부분이 박물관에 있지만, 정확한 발견 장소는 제대로 문서화되지 않았으며, 이후 발굴 작업으로 인해 분실되거나 덮였다. 1976-95년에 A1 고속도로를 건설하는 동안 다른 여러 장소가 발견되었다. 이 정착지는 신석기 시대 (기원전 5500-2500년)와 청동기 시대(기원전 2300-800)의 것이다. 무르텐 프레 드 라 블랑(Pré de la Blanc)은 신석기 시대와 청동기 시대 중기 에 사용되었으며, 무르텐-뢰벤베르크, 무르텐-오버 프레흘(Ober Prehl) 및 샹트메를레(Chantemerle) 1은 청동기 시대 후기에 사용되었다. 뢰벤베르크의 묘지는 청동기 시대 중기부터 라텐 문화 시대까지 천년 이상 동안 사용되었다. 인근 묘지에는 할슈타트 시대의 여러 무덤이 있다. 기원전 1세기 말 또는 2세기 초의 큰 로마 별장 유적과 로마 도로의 일부도 발견되었다.

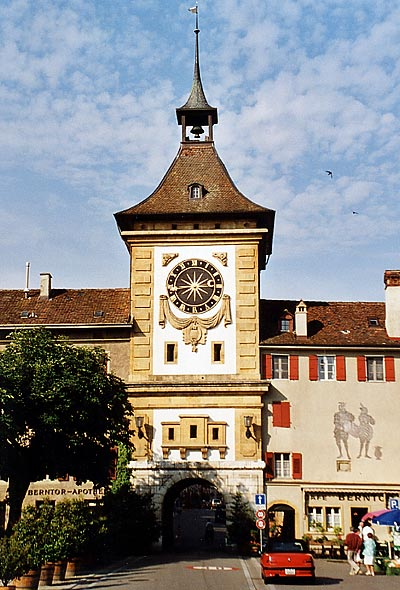
모라의 베른토르/베른 문

마을의 이름은 ‘호숫가 요새’를 의미하는 켈트어 moriduno에서 파생된다. 515년에 ‘무라툼’(Muratum)이라는 방어 장소로 처음 언급되었다. 1013년에 부르고뉴의 루돌프 3세 왕이 이 지역을 요새화했다. 1032년 루돌프가 사망한 후 분쟁기간 동안 요새는 블르와의 공작 오도 2세(Blois-Champagne의 Odo II)에 의해 공격을 받아 점령되었다. 오도는 황제 콘라트 2세가 성을 포위하고 파괴하기 전에 잠시 무르텐을 점령했다. 1079년, 황제 하인리히 4세는 로잔 주교에게 무라툼과 기타 재산을 양도했다.

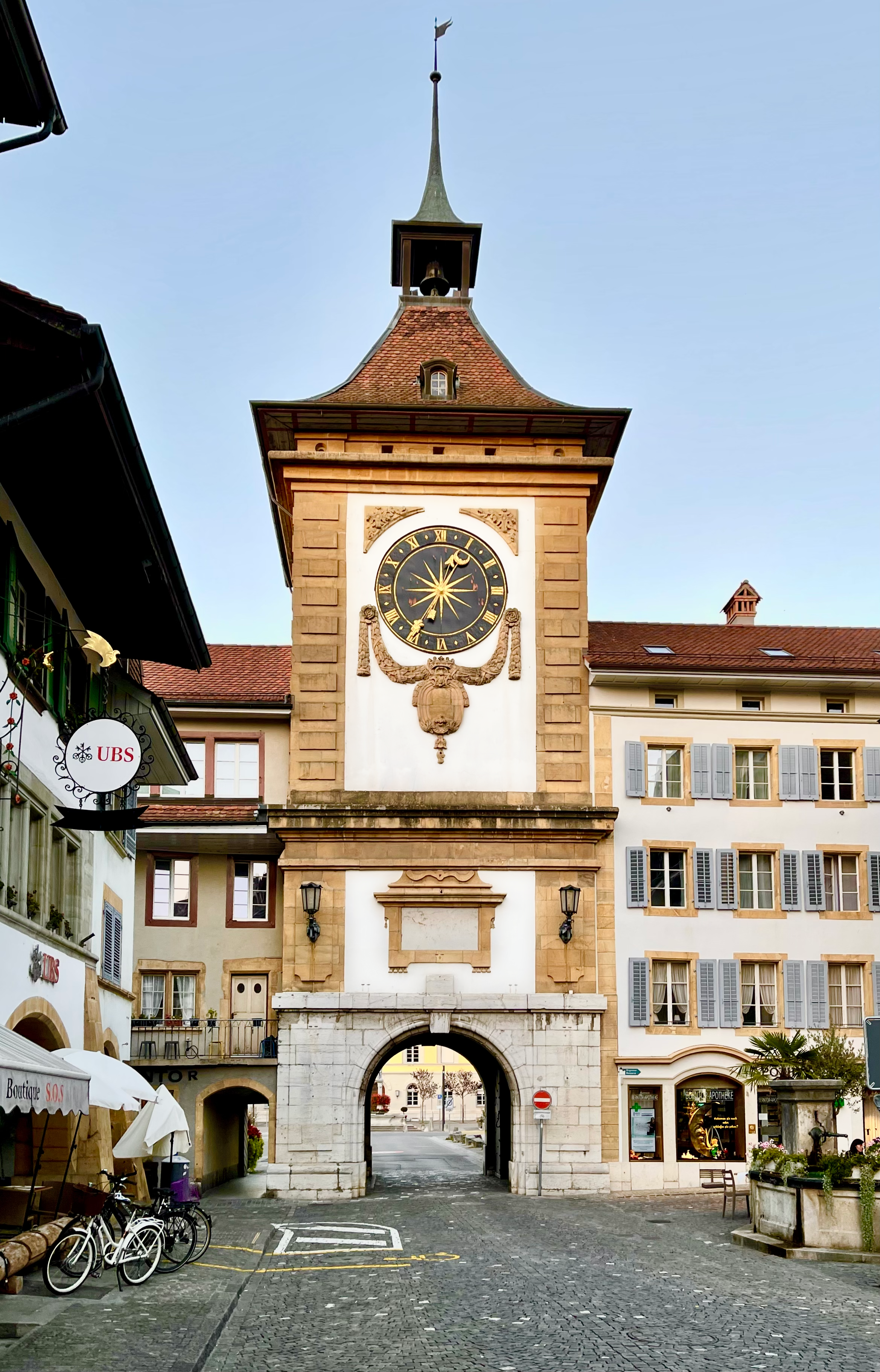
베른토르

무르텐은 1159년 또는 1170년대 또는 1180년대 요새 옆에 로잔의 주교인 체링겐 공작 베르톨트 4세에 의해 설립되었다. 무르텐은 1238년에 도시로 처음 언급되었다. 그의 사후 독일 황제 프리드리히 2세는 무르텐을 "자유 제국 도시"로 인정했다. 그 당시 황제 자신은 이탈리아 남부에 살았고 알프스 북부의 작은 마을은 그의 관심사가 아니었기 때문에 오래가지 못했다. 1255년 무르텐은 사보이의 백작 피에트로 2세의 보호를 받았다. 사보이의 백작 필리포 1세 때 무르텐을 그에게 주기를 거부하자 합스부르크의 루돌프 1세 왕이 무르텐를 왕실 소유지로 몰수했다. 루돌프가 사망한 후 사보이의 아마데우스 5세는 1291년에 이 도시를 다시 샀지만, 독일의 알브레히트 1세에게 다시 빼앗겼다. 사보이 왕가는 1310년에 은화 4,000마르크에 도시와 주변 땅을 다시 샀다. 이번에는 도시가 사보이아 통제하에 남아있었다. 이 기간 동안 무르텐은 주변 스위스 도시와 동맹 및 유대 관계를 발전시키기 시작했다. 1245년에 그들은 프리부르와 조약을 맺었고, 1335년에는 베른과 조약을 맺었다.

1416년 화재로 소실되어 석재로 재건되었다.
1476년 6월 22일, 부르고뉴 공작 샤를이 모라 전투로 알려진 전투에서 이곳을 포위했다. 마을은 13일 동안 버텼지만, 마침내 베르네 군대에 의해 구출되었다. 적의 군대는 완전히 파괴되었으며, 약 10,000명의 부르고뉴인이 사망했다. 그 이후로 무르텐은 매년 6월 22일에 승리를 축하한다.
1484년부터 300년 동안 무르텐은 베른과 프리부르라는 두 주에 의해 통치되었다. 1530년, 베른의 압력을 받아 무르텐은 설교자 기욤 파렐이 새로운 신앙을 전파하기 시작한 후 개신교 종교 개혁을 채택했다. 무르텐의 개신교 신앙은 종종 도시를 보다 보수적인 가톨릭 프리부르와 갈등을 일으키게 했다.
17세기 후반에 이 도시는 베른에서 보까지, 브로이강을 따라 이베르동으로 가는 길을 따라 무역으로 부유해졌다. 이렇게 쌓은 부로 도시의 대부분의 집이 재건되었다. 1584년 베른과 프리부르가 이미 무르텐에게 길드를 결성할 수 있는 권한을 부여했지만, 제조업자, 목수, 자물쇠 제조공, 캐비닛 제작자가 1731년에 처음 길드를 결성했다. 17세기 후반에 마을 외부에 벽돌 공장과 양조장이 세워졌다.
1798년 프랑스 침공 이후, 헬베티아 공화국에서 무르텐은 사린과 브로이주의 일부였다. 헬베티아 공화국이 무너지고 1803년 중재법(Act of Mediation)에 의해 도시를 프리부르주에 양도했다.
산업화는 에띠엔느-오비데 도몽(Etienne-Ovide Domon)이 시계 공장을 설립한 1850년대 초 무르텐에서 시작되었으며, 나중에 몽텔리에(Montelier)로 이전되었다. 프티피에르(Petitpierre) 가문은 1831년에서 1901년 사이에 압생트 증류소를 운영했으며, 오스카 로겐(Oskar Roggen)은 1888년에서 1913년까지 와이너리를 운영했다. 1855년부터 무르텐은 ‘무르텐비터’라는 자체 신문을 가지고 있다. 20세기에 다른 산업, 특히 정밀 공학, 전자와 식품 분야가 무르텐에 정착했다. 1973년 스위스 연방 철도는 훈련 센터를 설립하기 위해 루즈몽 가문의 뢰벤베르크성과 토지를 매입했다.
1856년에 모라를 통해 로잔-베른 철도 노선을 운영하려는 계획이 보류되었고, 노선이 프리부르를 통해 경로가 변경되었다. 운송으로 인한 수익 손실은 거의 20년 동안 무르텐에 영향을 미쳤다. 이것은 팔레지유-무르텐-리스 철도 노선의 건설과 함께 1875-76년에 변경되었다. 이 첫 번째 노선은 1898년에 프리부르-무르텐 노선으로 이어졌고 1903년에는 무르텐-인스 노선(총칭하여 프리부르-인스 철도로 알려짐)이 이어졌다. 무르텐과 뇌샤텔 사이의 증기선 서비스는 1835년에 시작되었다. 봉불르와(Bon Vouloir) 병원은 1867년 Meyriez에 문을 열었고, 1920년대에는 지역 병원이 되었다. 관광산업은 1876년 모라 전투  400주년을 기념하여 시작되었다.

## 지리

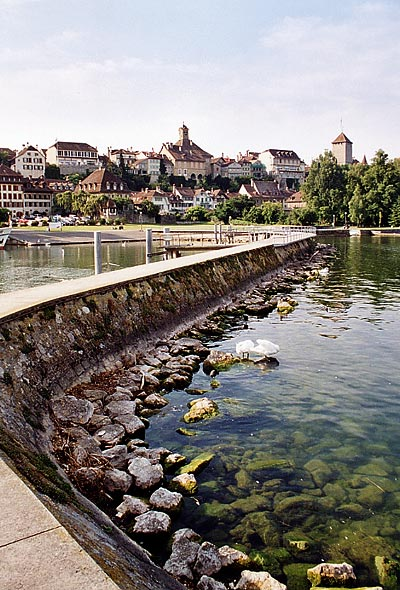
무르텐 안식처를 가로질러 호수 위 언덕에 있는 구시가지 방향

무르텐의 면적은 24.7k㎡이다. 합병으로 시 경계가 확장되기 전에 6.19k㎡ (51.4%)가 농업 목적으로 사용되었고, 3.16k㎡ (26.2%)는 산림으로 사용되었다. 나머지 토지 중 2.6k㎡ (21.6%)가 정착(건물 또는 도로), 0.03k㎡ (0.2%)가 강 또는 호수였으며, 0.03k㎡ (0.2%)는 비생산적인 토지였다.
건축면적 중 공업용 건물이 전체 면적의 1.6%, 주택과 건물이 9.4%, 교통 기반 시설이 9.1%를 차지했다. 공원, 녹지 및 운동장은 1.2%를 구성했다. 삼림 지대를 제외한 모든 산림 지역은 울창한 숲으로 덮여 있다. 농경지 중 40.4%는 작물 재배에 사용되며 9.5%는 목초지로, 1.4%는 과수원이나 덩굴 작물에 사용된다. 시정촌의 모든 물은 흐르는 물이다.
작은 중세 마을은 그레이트 늪 가장자리의 스위스 ‘미들랜드’, 완만한 언덕(해발 450m) 및 무르텐 호수(독일어로 무르텐제) 기슭에 있다. 성, 고리 벽, 거리 풍경 및 아케이드와 같은 중요한 과거의 수많은 명소가 잘 보존되어 있다. 모라 호수는 빌 호수와 뇌샤텔 호수 사이에 위치한 작은 호수이다.
몽뷸리(Mont Vully)는 제란트에서 가장 큰 평야의 서쪽에 위치해 있으며, 무르텐, 뇌샤텔 및 빌/비엔의 세 호수 사이에 부드럽게 놓여진 진주를 닮았다. 이미 오래 전에 켈트족과 헬베티아족은 이 지역의 온화한 기후와 시골의 특별한 매력을 높이 평가했다. 오늘날 뷸리 포도밭은 몽뷸리의 남쪽면의 많은 부분을 차지한다. 100ha가 넘는 포도밭이 모라 호수를 향하고 있다.
무르텐은 또한 1476년 스위스가 샤를 1세를 패배시킨 역사로 유명하다. 이전에 요새화된 도시는 대부분의 성벽과 탑을 유지했다.

### 기후
무르텐의 연간 비 또는 눈의 평균일수는 126.2일이며 평균 강수량은 995mm이다. 가장 습한 달은 6월로 이 기간 동안 무르텐은 평균 106mm의 비나 눈이 내렸다. 이달 동안 평균 11일 동안 강수가 있다. 강수량이 가장 많은 달은 5월로 평균 13.3일이지만, 비 또는 눈의 양은 96mm에 불과하다. 일년 중 가장 건조한 달은 2월로 10일 동안 평균 강수량이 67mm이다.

## 인구통계

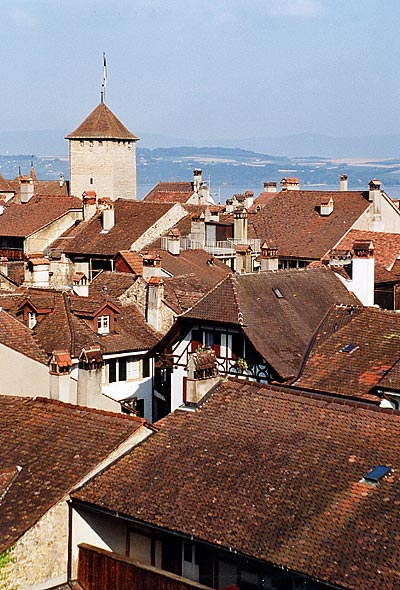
무르텐의 작은 구시가지

무르텐의 인구(2020년 12월 기준)는 8,244명이다. 2008년 기준으로 인구의 19.3%가 거주하는 외국인이다. 지난 10년(2000-2010년) 동안 인구는 11%의 비율로 변화했다. 이민은 9.1%, 출생 및 사망은 2.5%를 차지했다.
2000년 기준, 인구 대부분인 4,269명(76.5%)이 독일어를 모국어로 사용하고, 프랑스어는 716명(12.8%)으로 두 번째로 많이 사용하고, 이탈리아어는 108명(1.9%)으로 세 번째로 사용한다. 로만슈어를 구사하는 사람이 5명 있다.
2008년 기준으로 인구는 남성 47.8%, 여성 52.2%이다. 인구는 2,301명의 스위스 남성(인구의 38.2%)과 578명(9.6%)의 비스위스계 남성으로 구성되었다. 스위스 여성은 2,571명(42.7%), 비스위스계 여성은 578명(9.6%)이었다. 시정촌 인구 중 1,315명(약 23.6%)이 2000년 무르텐에서 태어나 그곳에 살았다. 같은 주에서 태어난 881명(15.8%)이 있었고, 스위스 다른 곳에서 태어난 2,088명(37.4%)이 있었다. 1,109명(19.9%)이 스위스 이외의 지역에서 태어났다.
2000년 기준으로 아동·청소년(0~19세)이 23.1%, 성인(20~64세)이 61.2%, 노인(64세 이상)이 15.7%를 차지하고 있다.
2000년 기준으로 시정촌에 미혼이거나 독신인 사람은 2,256명이다. 기혼자는 2,638명, 과부 또는 홀아비는 346명, 이혼한 사람은 338명이었다.
2000년 기준으로 시정촌의 민간가구는 2,394세대로 가구당 평균 2.3명이다. 1인 가구는 801가구, 5인 이상 가구는 143가구였다. 2000 년에는 총 2,349채(전체의 89.3%)가 상설 임대되었으며, 232채(8.8%)가 계절적 임대, 50채(1.9%)가 비어 있었다. 2009년 기준 신규 주택 건설률은 인구 1,000명당 1.3세대였다. 2010년 시정촌 공실률은 0.24%였다.
역사적 인구는 다음 차트에 나와 있다.

### 종교

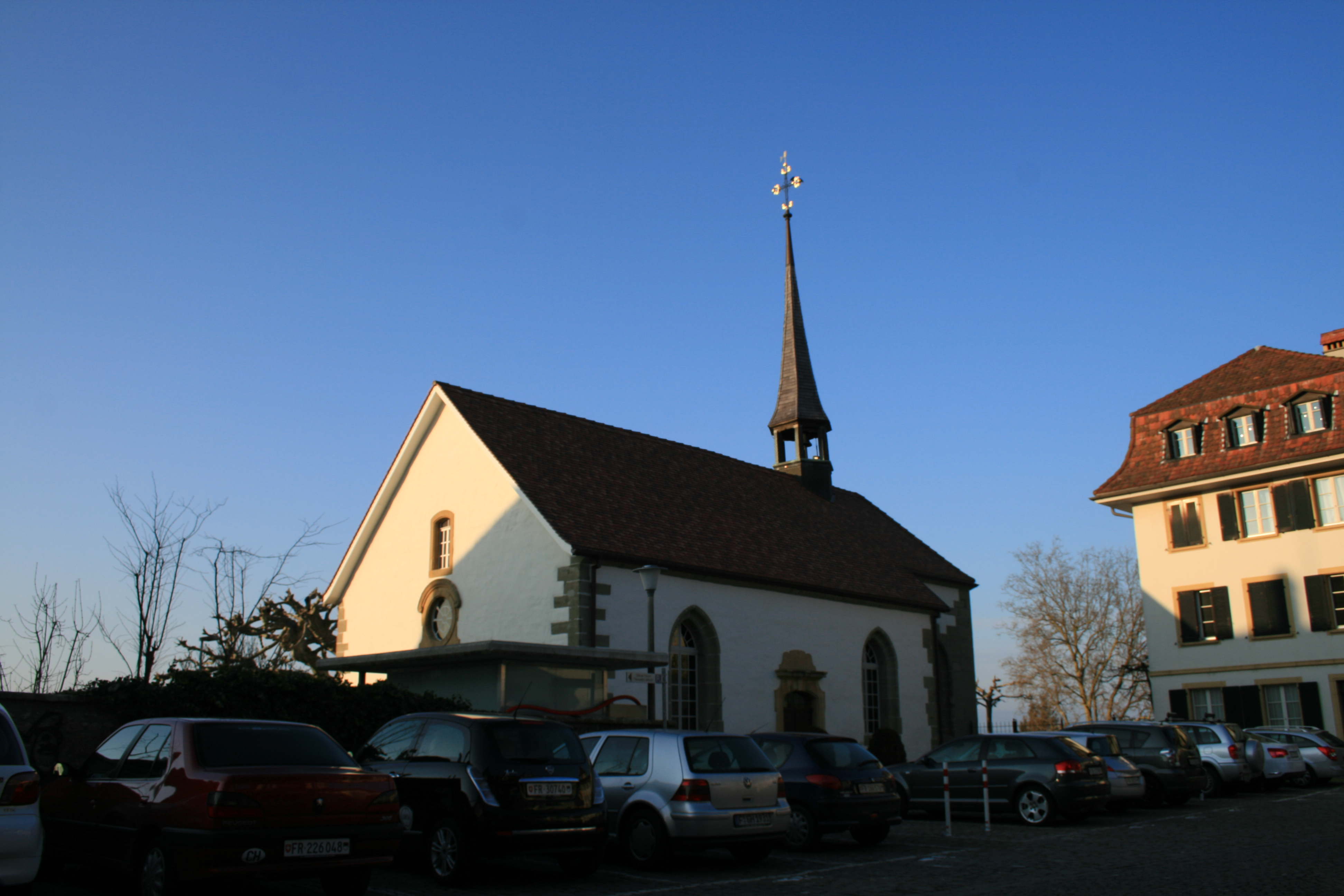
프랑스어를 사용하는 개혁 교회

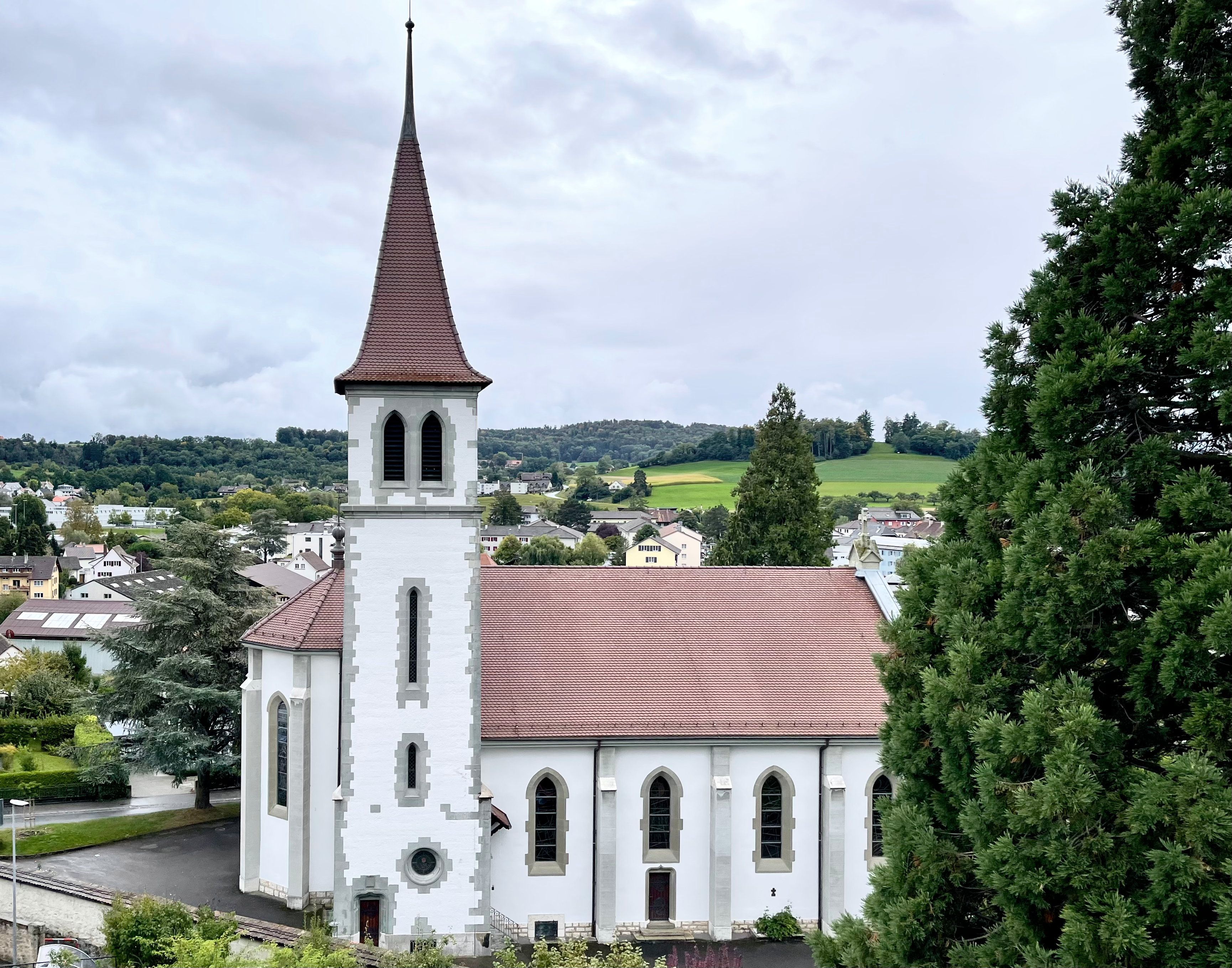
네오 고딕 건축 양식의 가톨릭 교회

2000년 인구 조사에서 로마 가톨릭 신자는 1,675명(30.0%), 스위스 개혁 교회는 2,661명(47.7%)이었다. 나머지 인구 중 정교회 교인은 96명(인구의 약 1.72%), 천주교 교인은 3명(인구의 약 0.05%), 338명이었다. 다른 기독교 교회에 속한 개인(또는 인구의 약 6.06%). 유대교인은 2명(인구의 약 0.04%)이었고, 이슬람교인은 281명(인구의 약 5.04%)이었다. 불교인이 7명, 힌두교인이 5명이 있었고, 다른 교회에 속한 4인이 있었다. 448명(인구의 약 8.03%)은 교회에 속하지 않고, 불가지론자 또는 무신론자이며 222명(인구의 약 3.98%)이 질문에 대답하지 않았다.

## 경제

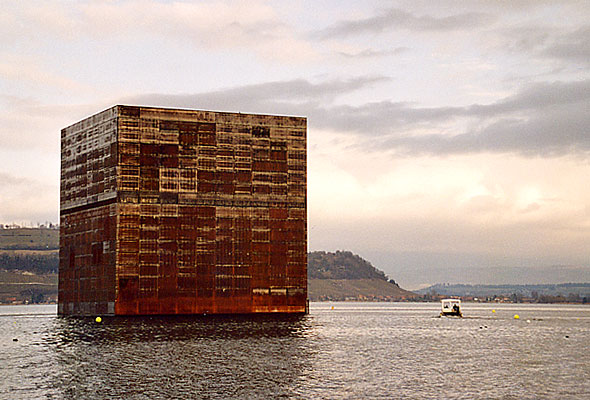
Expo.02를 위해 만들어진 모라호의 모놀리스

2010년 현재 무르텐의 실업률은 3.1%이다. 2008년 기준으로 1차 경제 부문에 105명이 고용되어 있으며, 이 부문에 약 25개 기업이 참여하고 있다. 1,374명이 2차 부문에 고용되었고, 이 부문에 71개의 기업이 있었다. 2,263명이 3차 부문에 고용되었으며, 이 부문에는 364개의 기업이 있다. 시정촌 주민은 2,977명으로 일정 정도 고용되었으며, 그중 여성이 전체 노동력의 44.6%를 차지했다.
2008년에 정규직에 상응하는 총 일자리 수는 3,121개였다. 1차 부문의 일자리 수는 62개였으며, 그중 50개는 농업에, 12개는 임업 또는 목재 생산에 종사했다. 2차 부문의 일자리 수는 1,295개로 그중 983개(75.9%)가 제조업, 218개(16.8%)가 건설업이었다. 3차 부문의 일자리는 1,764개였다. 3차 부문에서; 561(31.8%)은 도소매 또는 자동차 수리업, 69(3.9%)는 물품의 이동 및 보관, 237(13.4%)은 호텔이나 레스토랑, 32개(1.8%)는 정보 산업에 종사했다. 99개(5.6%)가 보험 또는 금융 산업, 235개(13.3%)가 기술 전문가 또는 과학자, 103개(5.8%)가 교육, 163개(9.2%)가 의료 분야였다.
2000년 기준 자치단체로 통근하는 근로자는 2,235명, 출퇴근자는 1,649명이었다. 지자체는 근로자를 순수입하며, 1명이 전출할 때마다 약 1.4명의 근로자가 지자체에 전입된다. 근로인구의 11.3%는 대중교통을 이용하여 출퇴근하고 53%는 자가용을 이용하였다.

## 교육
무르텐에서는 인구의 약 2,116명(37.9%)이 비필수 고등교육을 이수했으며, 807명(14.5%)이 추가 고등교육(대학 또는 응용학문대학)을 마쳤다. 고등교육을 마친 807명 중 63.8%가 스위스 남성, 22.9%가 스위스 여성, 9.0%가 비스위스계 남성, 4.2%가 비스위스계 여성이었다.
프리부르주의 학교 시스템은 1년의 의무가 아닌 유치원, 6년의 초등학교를 제공한다. 이후 3년 동안의 의무적 중학교 과정을 거쳐 학생을 능력과 적성에 따라 구분한다. 중학교 이하 학생들은 3년 또는 4년제 고등학교에 진학할 수 있다. 상급 중학교는 체육관(대학 준비)과 직업 프로그램으로 나뉜다. 상위 중등 프로그램을 마친 후 학생들은 고등 학교에 다니거나 견습 과정을 계속할 수 있다.
2010-11 학년도 동안 무르텐에는 총 1,402명의 학생이 73개 학급에 다녔다. 지자체의 총 972명의 학생이 지자체 또는 외부 학교에 다녔다. 시정촌에는 총 178명의 학생이 있는 9개의 유치원 수업이 있었다. 지자체에는 29개의 초등 학급과 601명의 학생이 있었다. 같은 해에 총 623명의 학생과 34개의 중학교가 있었다. 중고등학생이나 직업 수업은 없었지만, 다른 지자체에서 수업을 들은 중고등학생은 96명, 직업훈련생은 97명이었다. 그 시정촌에는 대학이 아닌 고등교육이 없었으나, 다른 대학에서 수업을 들은 비대학 고등교육과정생 2명과 전문대학 고등교육과정생 17명이 있었다.
2000년 기준으로 무르텐에는 타 자치단체에서 온 학생이 514명, 시외 학교에 다니는 주민은 211명이다.

## 국가중요문화재
에를리 2번지의 농가, 무르텐의 도시 성벽, 하우프트가세 43번지의 그로스하우스(Grosshaus), 시청 또는 시의회 의사당, 뢰벤베르크성 및 발베나흐의 옛 학교 건물(Old School House)은 국가적으로 중요한 스위스 문화유산으로 등록되어 있다. 무르텐의 구시가지 전체와 루르티겐 마을은 스위스 유산 목록의 일부이다.

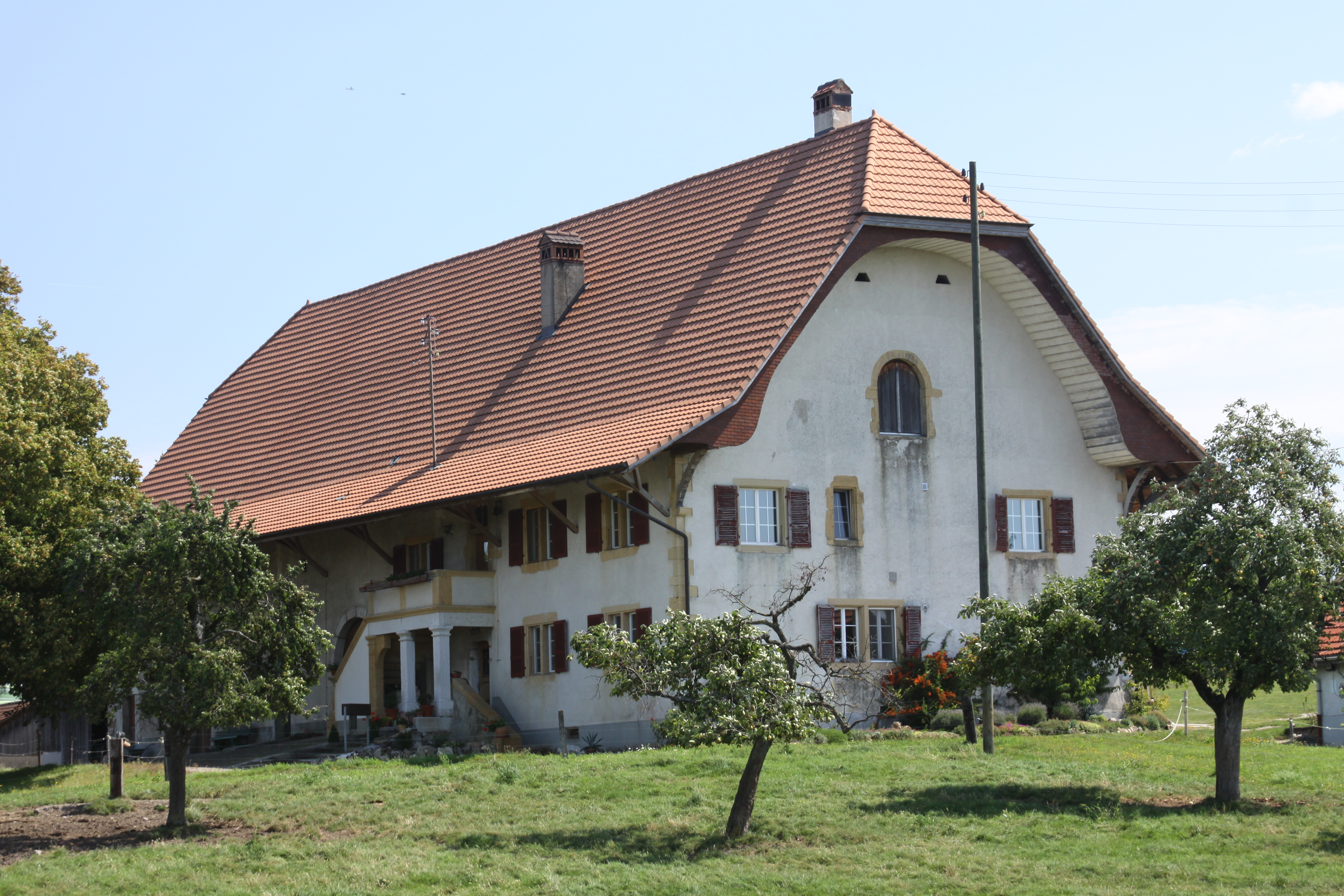
에를리 2번지의 농가
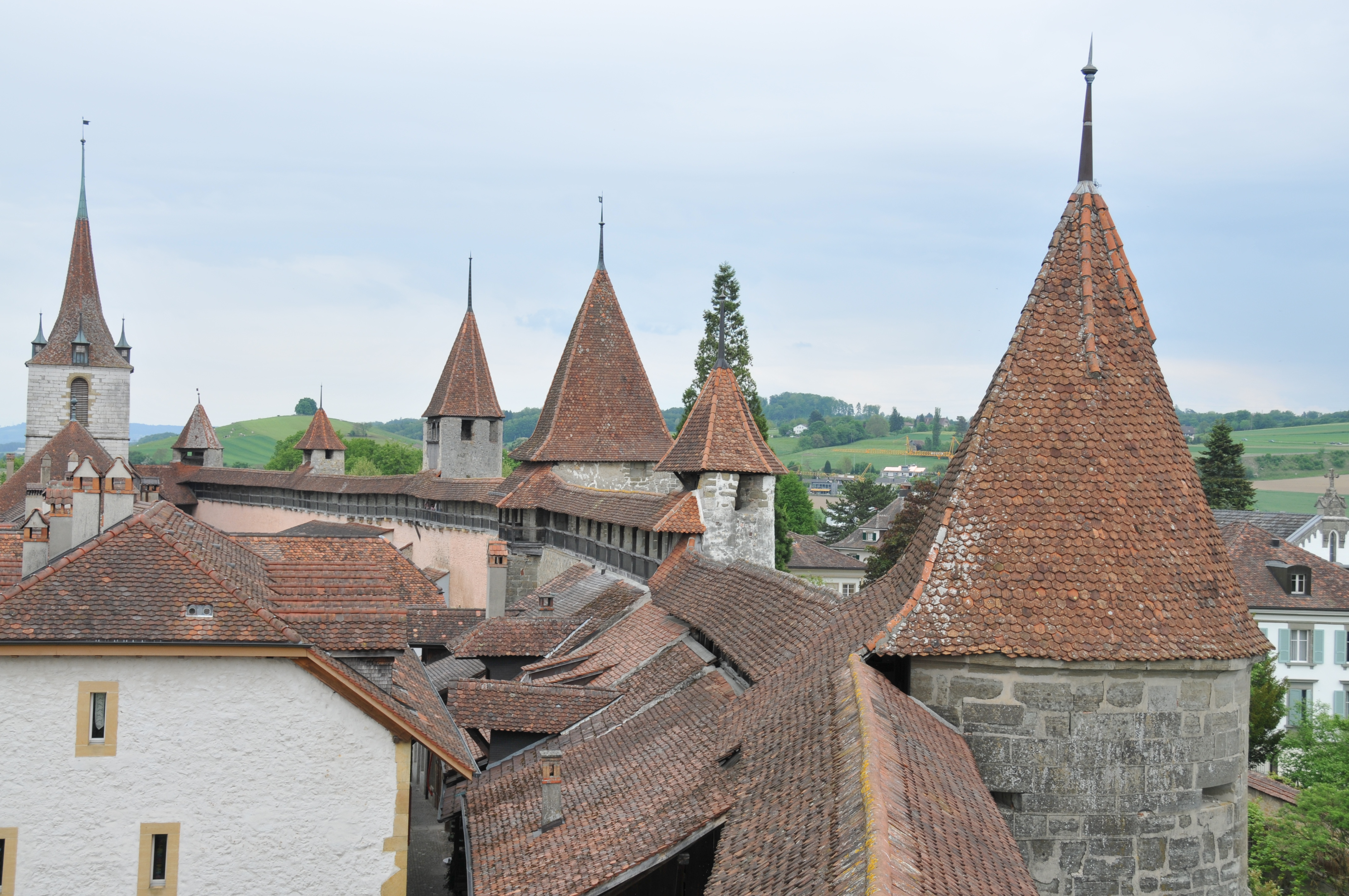
도시 성벽
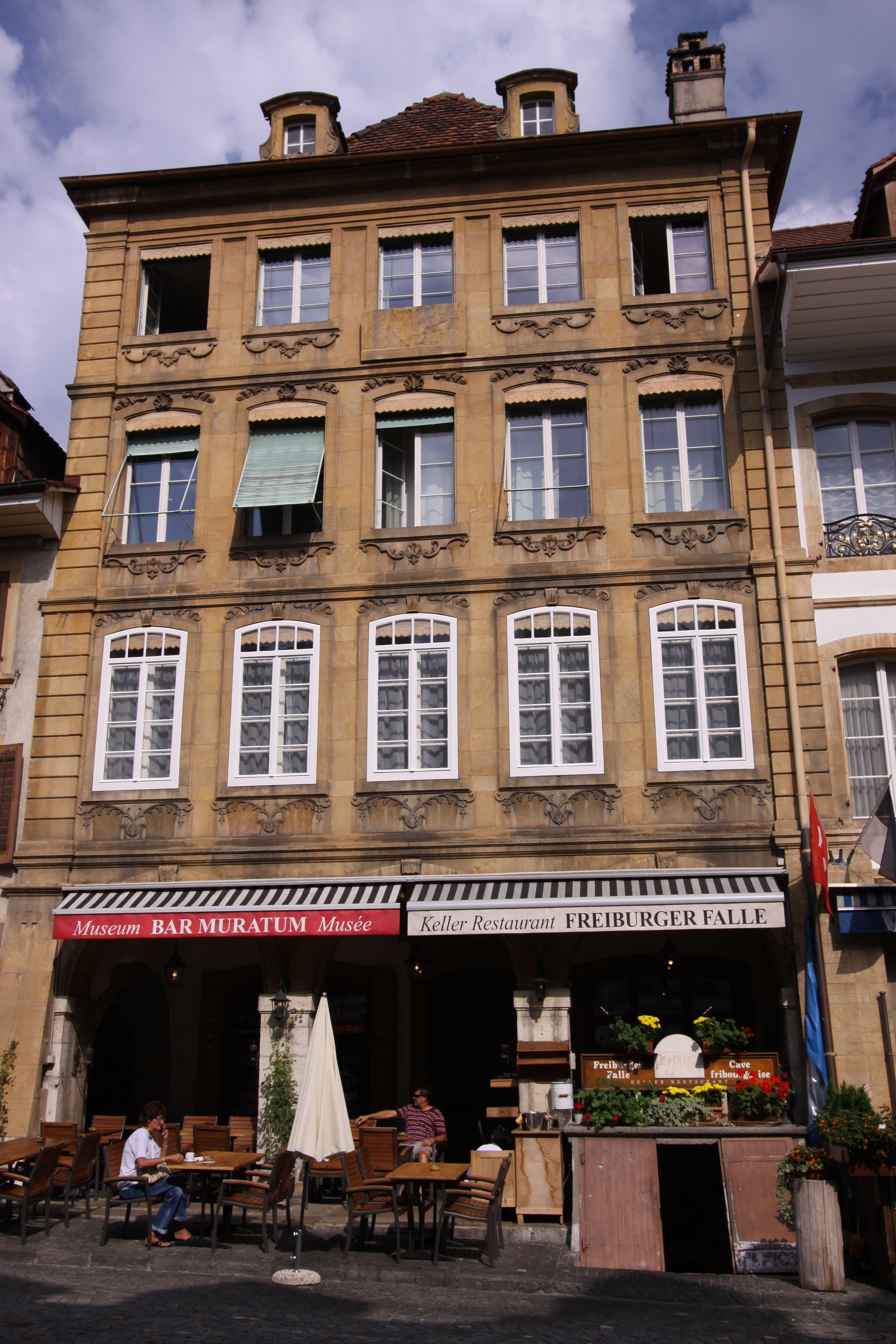
하우프트가세 43번지의 그로스하우스(Grosshaus)
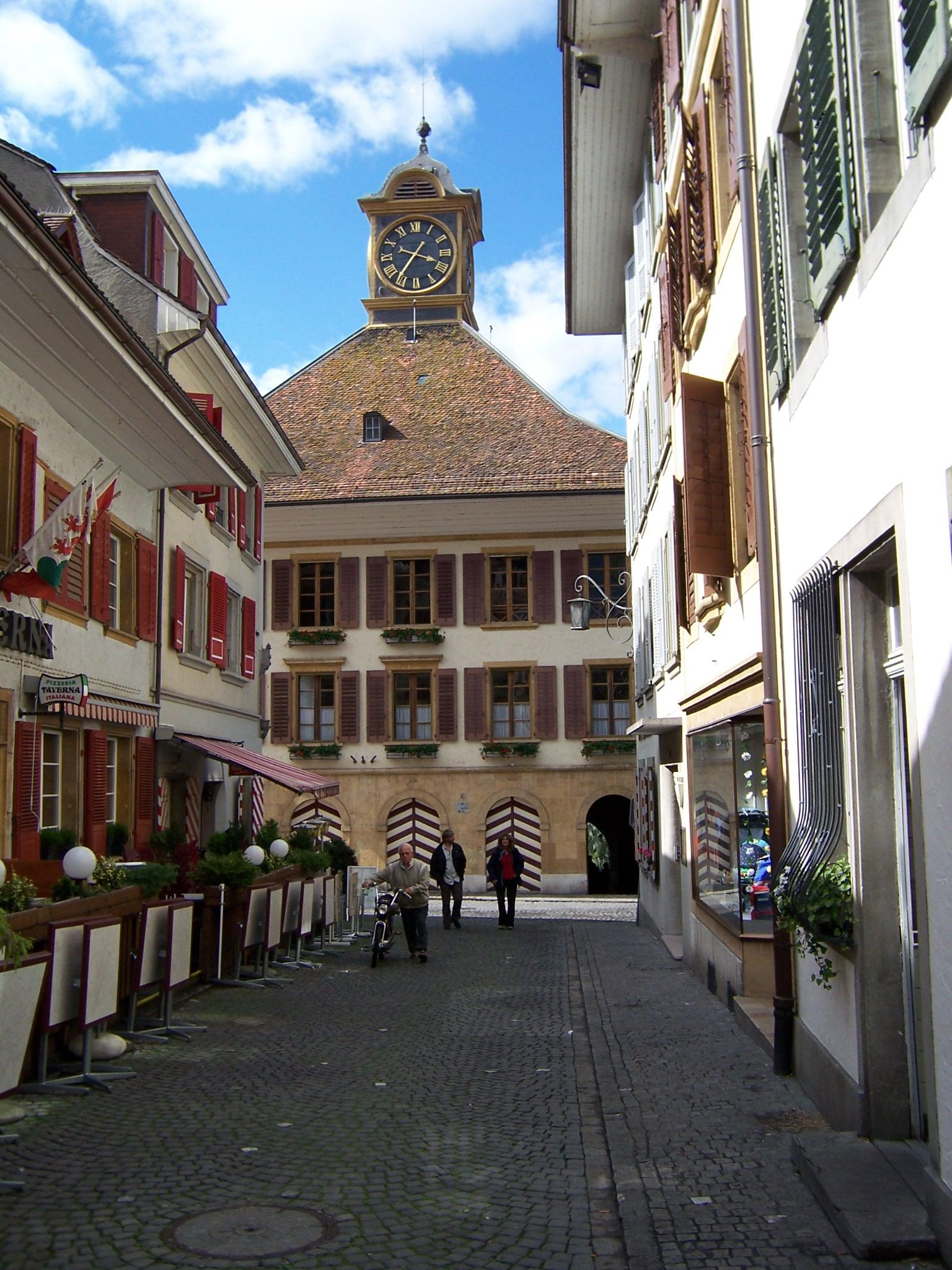
시청사 라트하우스
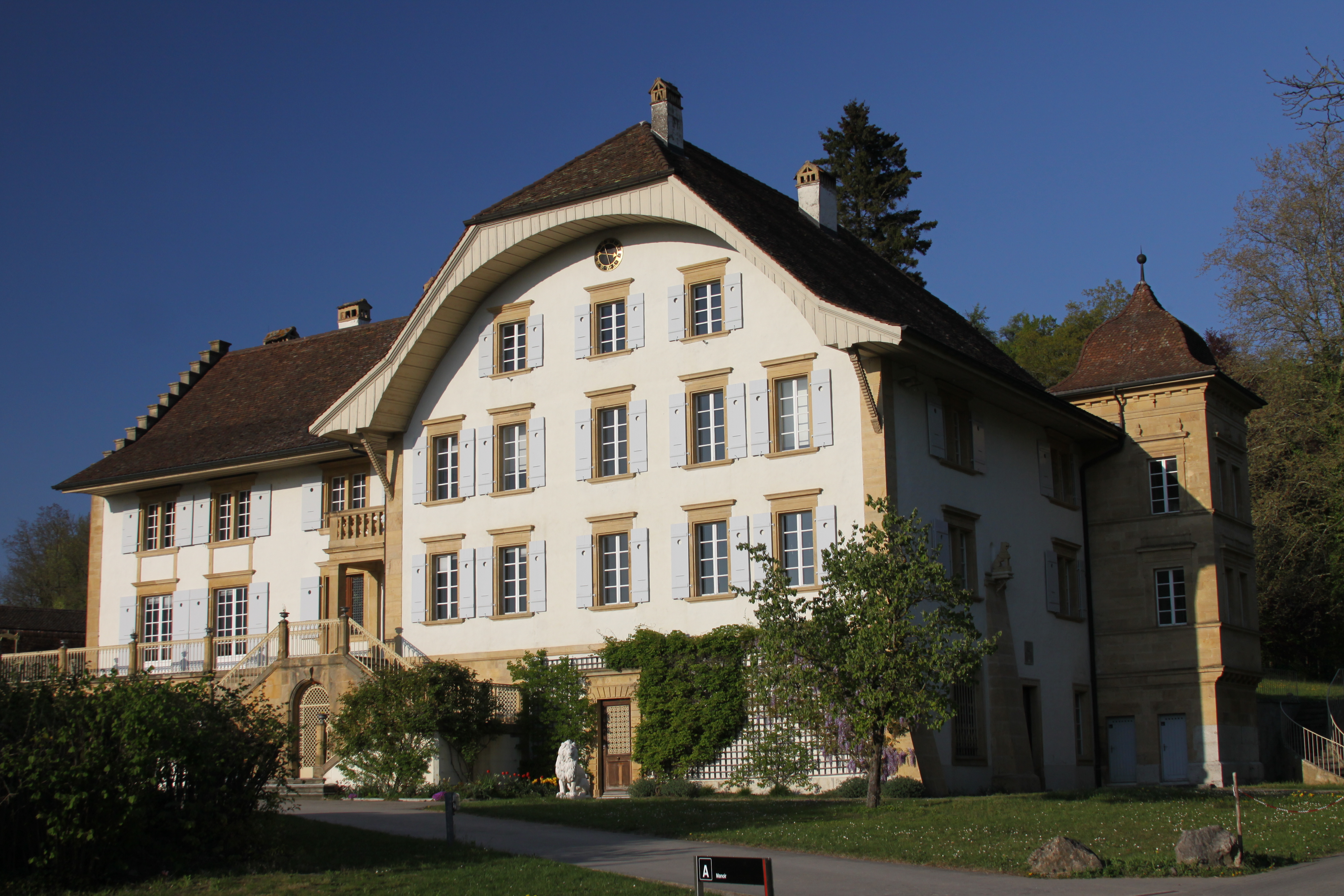
뢰벤베르크성
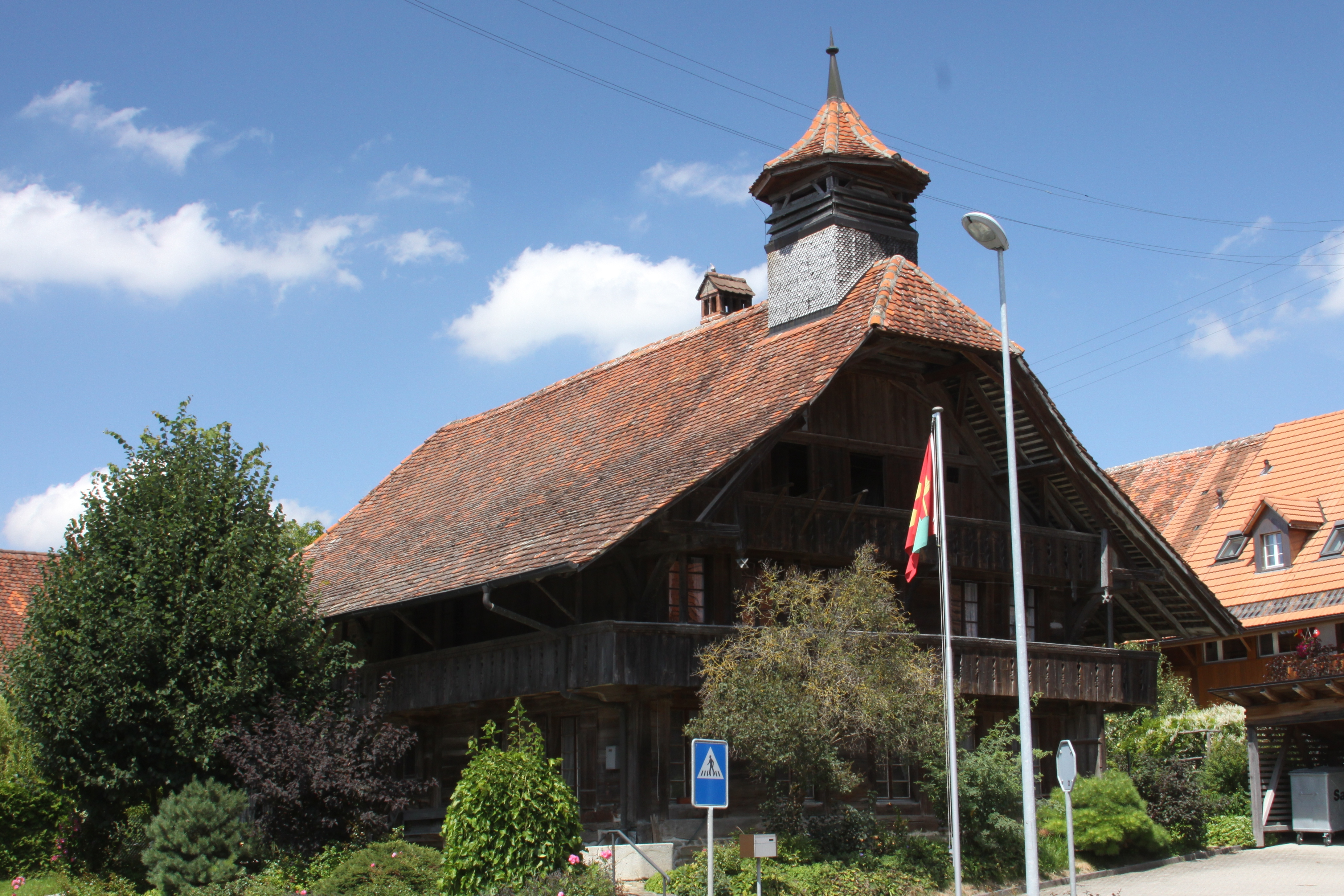
옛 학교 건물

### 세계문화유산
무르텐은 유네스코 세계문화유산 알프스 주변의 선사시대 말뚝 주거지의 일부인 제겔보트하펜(Segelboothafen)의 선사 시대 말뚝 주거지 (또는 수상 가옥)의 본거지이다.
제겔보트하펜(범선 항구/항구) 부지는 구시가지 언덕 기슭의 호숫가를 따라 위치해 있다. 이 유적지는 중세 및 신석기 시대 말기로 거슬러 올라간다. 말뚝 중 일부는 연대순으로 기원전 3,552년경 후기 코르테이요 신석기 시대 중기와 기원전 2,534년경 신석기 시대 말기로 거슬러 올라간다. 이 유적지는 1883-1884년에 쥐스트루크(Süsstruck)에 의해 처음 발굴되었다. 나중에 발굴한 결과 최대 40cm 두께의 지층 하나 또는 두 개와 나무더미 밭이 발견되었다. 고고학적 발견에는 도자기, 석기, 나무 물건 및 동물 뼈가 포함되었다.

## 교통
지자체에는 무르텐/모라역 및 문텔리에-뢰벤베르크역, 두 기차역이 있다. 두 역 모두 프리부르–인스 및 팔레지유–리스선에 있으며, 로잔, 케르체르스, 프리부르, 뇌샤텔, 인스 및 베른까지 정기적으로 운행한다.